# Pelouse
Pelouse là một xã ở tỉnh Lozère trong vùng Occitanie, phía nam nước Pháp. Khu vực này có độ cao trung bình mét trên 1115 mực nước biển.
Sông Colagne tạo thành một phần ranh giới phía bắc thị trấn.